# Nitun Kundu

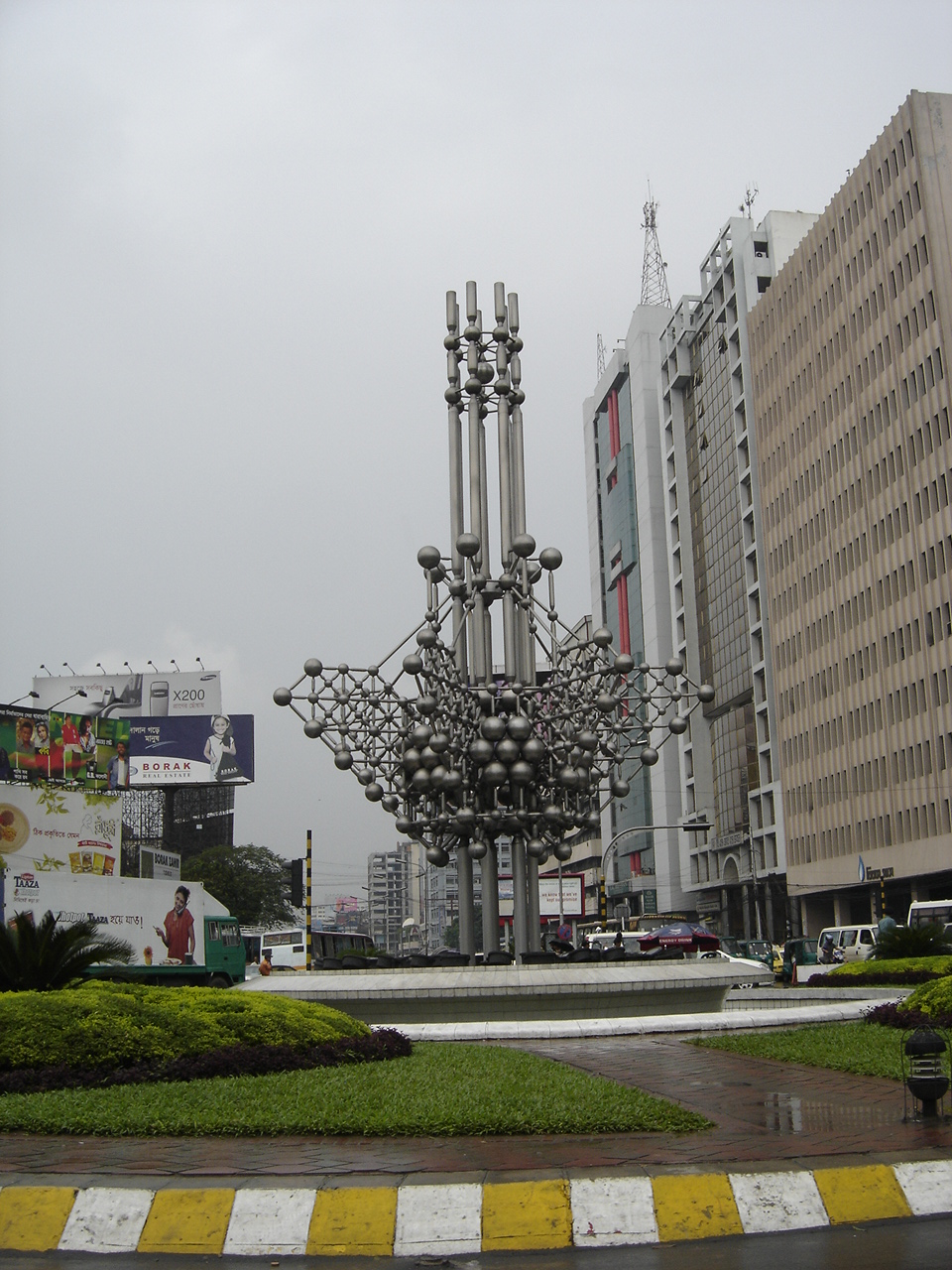
Fuente SAARC.

Nitun Kundu (en bengalí: নিতুন কুন্ডু) (nombre completo: Nitya Gopal Kundu - en bengalí: নিত্য গোপাল কুন্ডু) ( º 3 de diciembre de 1935 - 15 de septiembre de 2006) fue un artista, escultor y emprendedor de Bangladés, que fue conocido por haber llevado las nuevas tendencias de la abstracción y el realismo a la escena artística de su país. Fue también muy conocido por sus diseños de mobiliario , siendo el pionero en el uso mixto de metal y madera en Bangladés.
Nacido en Dinajpur , fue el cuarto de siete hermanos. Sus padres eran Gnanendranath Kundu y Binapani Kundu . Estaba casado con Phalguni Kundu y tenía una hija Amity y un hijo Animesh .
Fue una figura muy respetada de la cultural, hombre de negocios, y héroe de la Guerra de Liberación de Bangladés por su contribución artística, y recibió un funeral de Estado que contó con la presencia de una sección transversal de la sociedad civil y el gobierno. 

## Formación
Kundu se graduó de la Escuela de Arte de Daca (ahora el Instituto de Bellas Artes) en 1959, superando a toda la clase de ese año. En los años previos a 1971, trabajó en la USIS en Daca .

## Luchador por la libertad
Durante la Guerra de Liberación de Bangladés , Kundu trabajó con el célebre artista Quamrul Hassan, en el departamento de relaciones públicas del Gobierno de Bangladés en el exilio en Mujibnagar . En colaboración con Hassan y Debashish Chakraborty , Kundu trabajó en el diseño de numerosos carteles y obras de arte destinadas a despertar el recién formado ejército de liberación  Mukti Bahini y también para dar a conocer el genocidio que se desató por el Ejército de Pakistán contra el pueblo de Bangladés.
Fue durante este periodo cuando diseñó dos carteles que se convirtieron en los trabajos más reconocidos de arte producidos durante la guerra. El primero fue una llamada a las armas en una etapa en la que el Mukti Bahini seguía desesperadamente buscando voluntarios para unirse a sus filas . Sada Jagrata Banglar Mukti Bahini (en bengalí : সদা জাগ্রত বাংলার মুক্তি বাহিনী - traducido como: Cuándo el despertar de los Combatientes por la Libertad de Bengala) .  El segundo se ha convertido en un grito de guerra para los activistas progresistas de Bangladés hasta la actualidad, en particular frente a las crecientes tensiones comunales: Banglar hindú, Bouddha Banglar, Christian Banglar, Banglar Musalman; Amra Sabai Bangali ( bengalí : হিন্দু বাংলার, বাংলার বৌদ্ধ, বাংলার খ্রিষ্টান, মুসলমান বাংলার, আমরা সবাই বাঙ্গালী - traducido como: los hindúes de Bengala, de Bengala budistas, cristianos de Bengala, los musulmanes de Bengala, todos somos bengalíes).
La Guerra de la liberación fue la inspiración para la obra más famosa de Kundu, la escultura Shabash Bangladés ( bengalí : সাবাস বাংলাদেশ), un homenaje a los luchadores caídos por la libertad del Mukti Bahini .  Esta es la escultura más grande de Bangladés y se encuentra en el campus de la Universidad de Rajshahi . 

## Obras
Entre las mejores y más conocidas obras de Nitun Kundu se incluyen las siguientes:
- Sada Jagrata Banglar Muktibahini (póster)
- Amra Sabai Bangali (póster)
- Banglar Bir Muktijoddha (póster)
- Shabash Bangladesh (escultura en la Universidad de Rajshahi)
- Fuente SAARC en Karwan Bazar, Dhaka
- Fountain, Dhaka High Court, Daca
- Sampan, Aeropuerto Internacional Shah Amanat, Chittagong
- Shangsaptak, Universidad de  Jahangirnagar
- Kadam Fountain, National Press Club, Dhaka

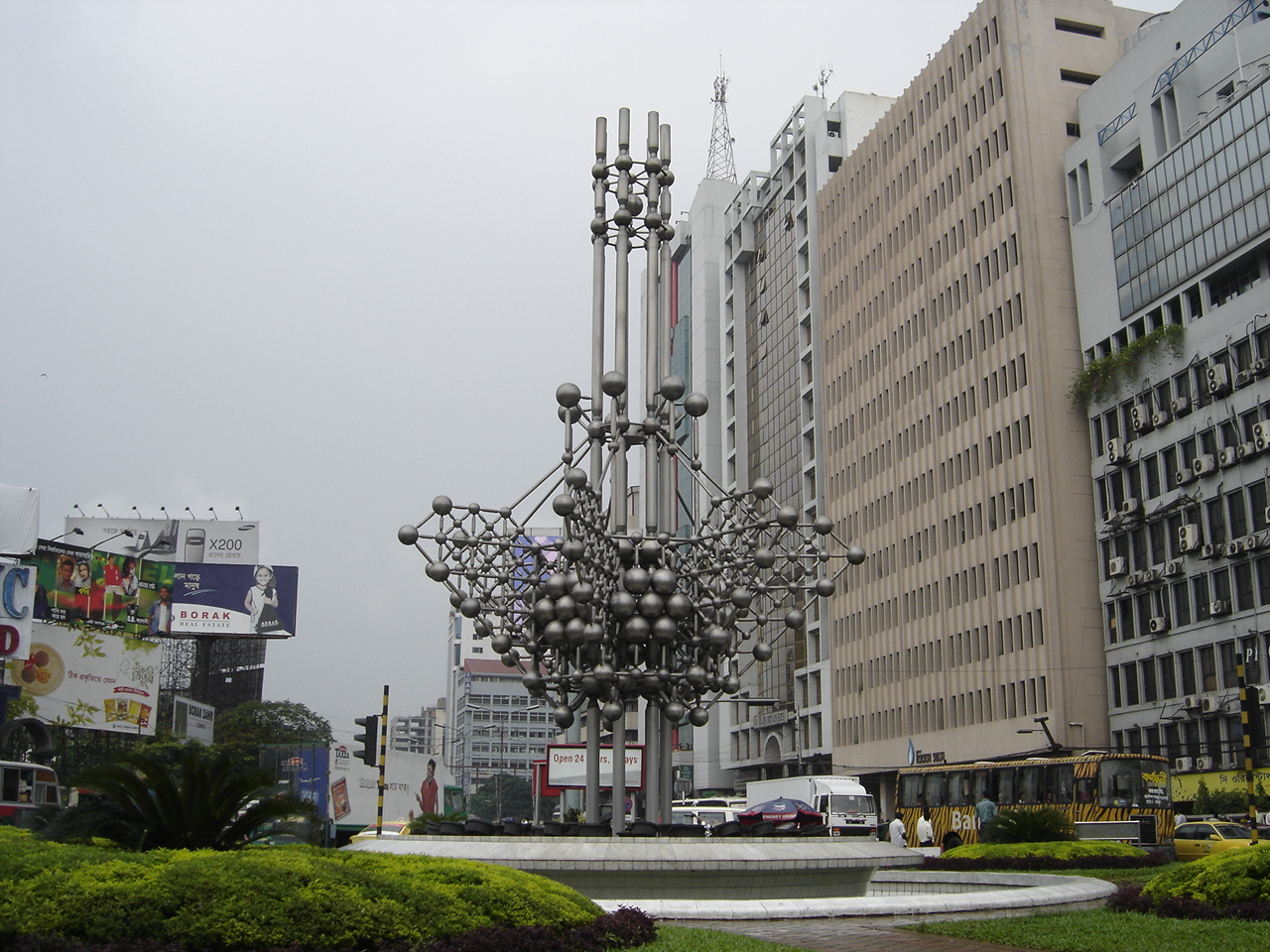
Fuente SAARC , en Dhaka
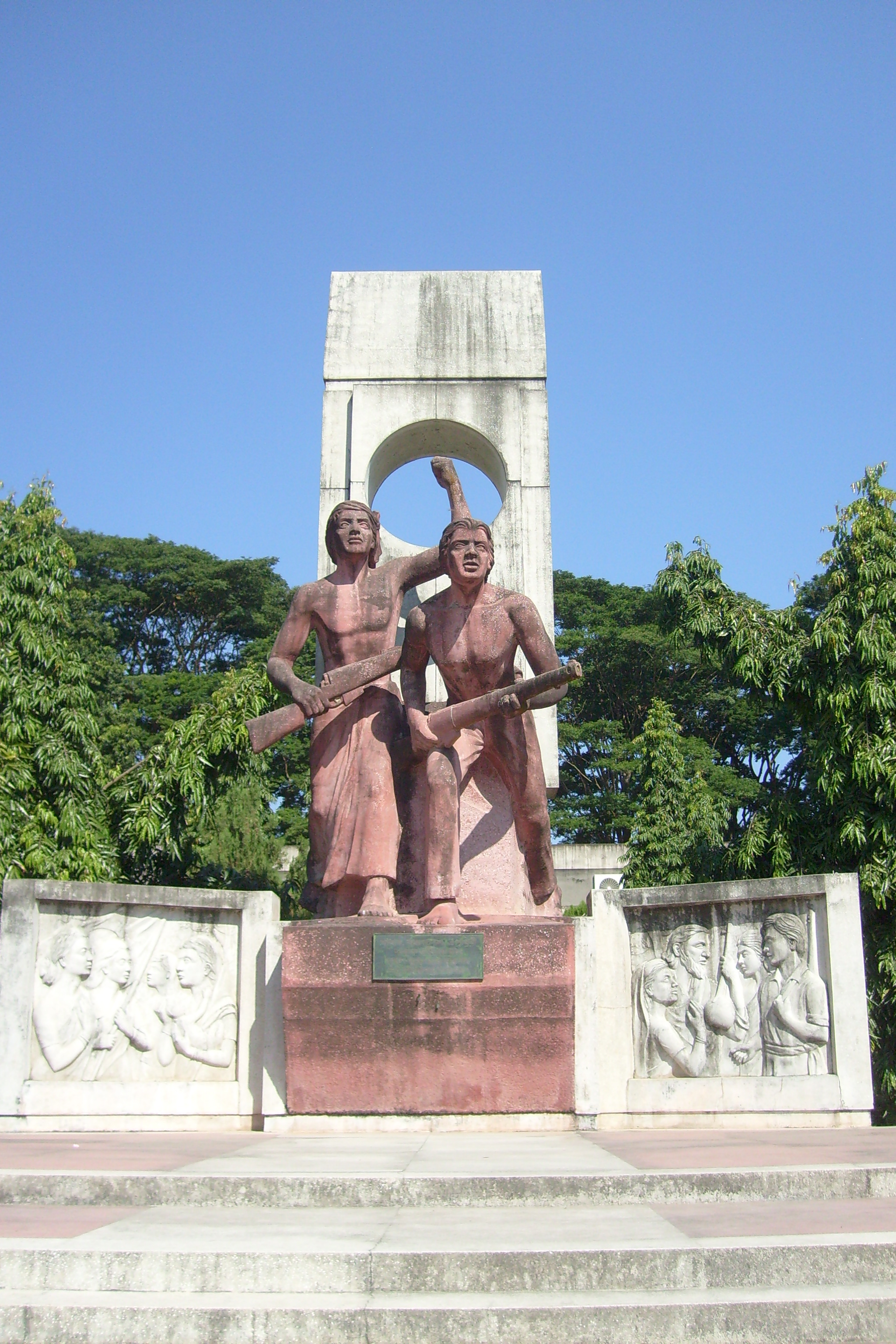
Shabash Bangladesh (escultura en la Universidad de Rajshahi)
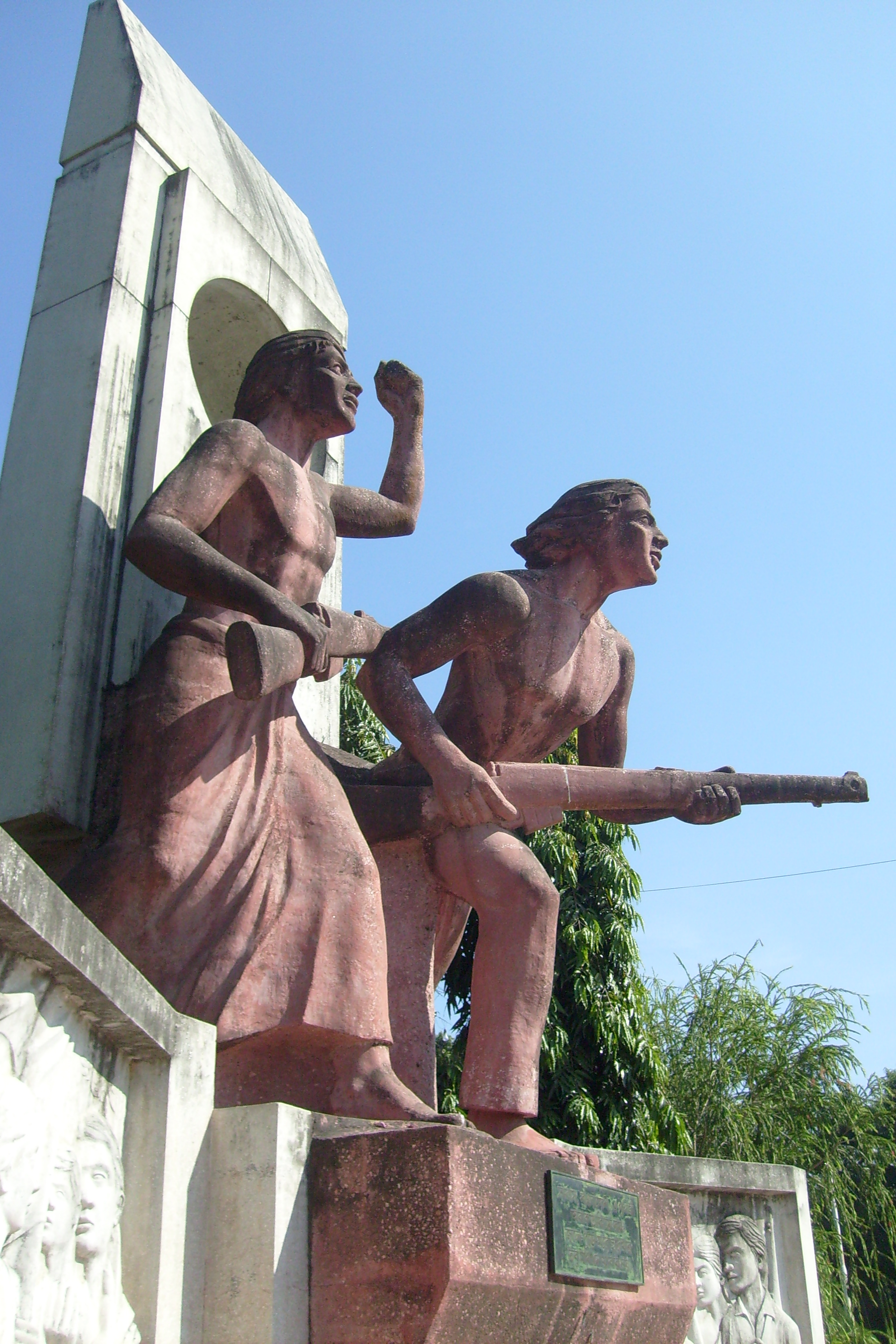
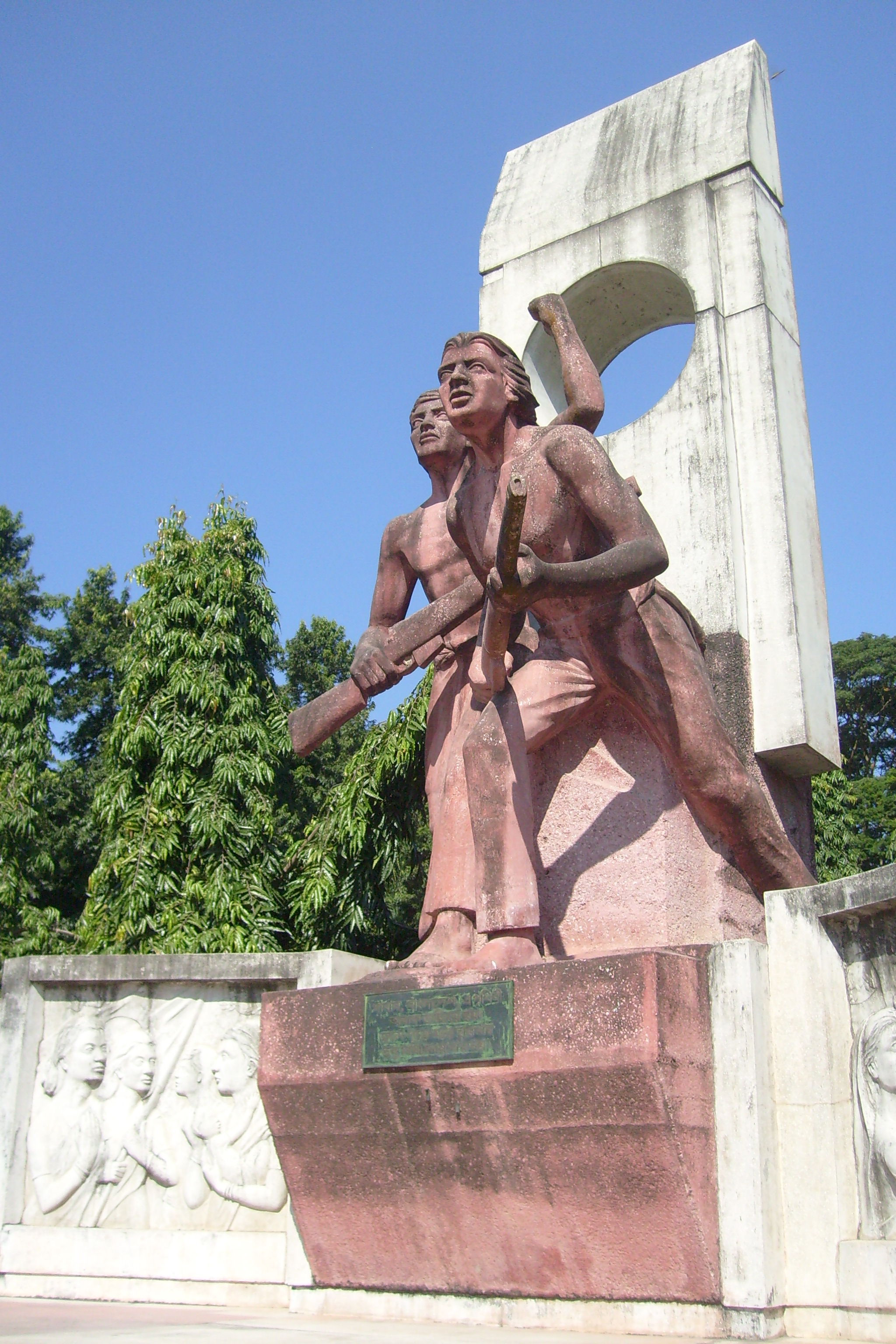

## Pionero en mobiliario
En 1975, tras una breve estancia en la agencia de publicidad Bitopi, Nitun Kundu estableció su propia empresa, una tienda de muebles con sus propios diseños, Otobi . En un plazo relativamente corto, Otobi se convirtió en la marca de muebles más importantes de Bangladés, haciendo hincapié en el orgullo de la nueva nación en refundar su identidad cultural después de la independencia. Otobi rápidamente creció hasta convertirse en una de las principales marcas de Bangladés, dedicada a la exportación, con ventas principalmente en India y los países del sudeste asiático.

## Premios y honores
- Ekushey Padak
- Daily Star-DHL Best Entrepreneur Award
- National Film Award
- President Gold Cup
- Notun Kuri Award (Bangladesh Television)